# John Storrs
John Storrs, ook bekend als John Henry Bradly Storrs, (1885 - 1956) was een Amerikaanse modernistische beeldhouwer. Hij werd op 28 juni 1885 in Chicago geboren. In 1900 schreef hij zich in bij de Chicago Manual Training School, waar hij zijn liefde voor beeldhouwwerk ontdekte. In 1905 ging Storrs naar Europa, waar hij in Hamburg voor zes maanden onder toezicht van beeldhouwer Arthur Bock studeerde. In 1911 ging hij terug naar Parijs waar hij bij Auguste Rodin studeerde. Hier raakte hij ook geïnteresseerd in modernistische stijlen als het Kubisme en het Futurisme. Deze stijlen zouden uiteindelijk de basis vormen voor zijn stijl in driedimensionale werken. Tijdens de Grote Depressie ging Storrs over tot het schilderen met olieverf. In 1956 stierf hij aan kanker.